# 6518 Vernon
6518 Vernon este un asteroid din centura principală, descoperit pe 23 martie 1990, de Eleanor Helin.